# Nóirín Ní Riain

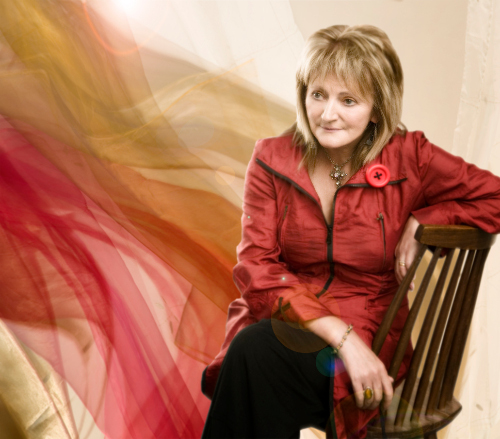
Nóirín Ní Riain

Nóirín Ní Riain (Caherconlish, County Limerick, 1951) is een Ierse zangeres, schrijfster, lerares, theoloog en een autoriteit op het gebied van Gregoriaanse zang. Ze is vooral bekend om haar spirituele liederen, maar zingt ook Keltische muziek, de Ierse volksmuziek (Sean-nós zang) en liederen uit India. Ze begeleidt zichzelf daarbij op een surpeti, shruti box of fluit. Op dit moment treedt ze op met haar zoons Eoin en Mícheál Ó Súilleabhain onder de naam Amen en ze geeft cursussen over "Geluid als een spirituele ervaring".

## Biografie
Nóirín Ní Riain kreeg haar eerste zanglessen toen ze zeven jaar was. Later ging ze muziek studeren aan de Universiteit van Cork (UCC) waarbij zij zich specialiseerde in religieuze muziek. Tegelijkertijd ontwikkelde ze zich als uitvoerend kunstenaar waarbij zij zich vooral richtte op religieuze, Ierse traditionele en internationale religieuze muziek.
Ze heeft over de gehele wereld opgetreden. Bijzondere evenementen zijn: de Internationale Vredes Conferentie in Costa Rica (1989); de Topconferentie van de VN in Rio de Janeiro (1992); de Europese Culturele maand in Krakau, Polen (1992); de VN Aarde Conferentie in Kopenhagen (1995); de Wereld Vrouwen Conferentie in Peking (1995). Ze heeft opgetreden in de Royal Albert Hall met Sinéad O'Connor; met de Amerikaanse componist John Cage; met de zoons van Karlheinz Stockhausen, Markus en Simon; met Paul Winter op de zomer en winter zonnewende concerten in de Kathedraal van St John the Divine in New York; met de Scola Gregoriana van de Notre Dame University, Indiana waar ze de hoofdrol zong in "Anima" van Hildegard von Bingen, ze heeft verschillende keren gezongen in India als afgevaardigde van de Ierse regering, en ze is opgetreden in het door oorlog verscheurde Sarajevo.
De zanger en leraar aan de Universiteit van Cork, Pilib Ó Laoghaire, was van grote invloed op haar loopbaan. Hij haalde haar over om muziek in plaats van rechten te gaan studeren en leerde haar de oude Ierse Sean-nós liederen.
Op het UCC studeerde ze onder Aloys Fleischmann en Seán Ó Riada.
Als kind bezocht ze vaak het nabij gelegen klooster Glenstal Abbey (Murroe, County Limerick), om naar de Gregoriaanse gezangen van de Benedictijnse monniken te luisteren. Later trad ze met ze op en maakte een aantal opnames met ze waaronder de trilogie: Vox Clamantis in Deserto (Caoineadh na Maighdine), Vox Populi (Good People All) en Vox de Nube (A Voice from the Cloud)
Ze heeft een doctorsgraad in theologie behaald met een these getiteld: "The Specificity of Christian Theosonetics" waarbij ze zich richt op een dieptestudie en voorstelling van geluid - met name stemgeluid - als middel tot een religieuze ervaring vanuit een christelijk perspectief.
Op 29 juli 2017 is zij tot priester gewijd. De Rev Nóirín Ní Riain is thans predikant in de One Spirit Inter Faith Seminary Foundation.

## Discografie

### Soloalbums
- Seinn Aililiú, 1978, Gael-Linn.
- Caoineadh na Maighdine (The Virgin's Lament), 1980, Gael-Linn.
- Good People All (Darkest Midnight), Religious Songs from the Irish Tradition, 1982, Glenstal Records.
- Stór Amhrán, A Wealth of Songs from the Irish Tradition, 1988, Ossian Publications Ltd.
- Vox de Nube, 1989, Gael-Linn.
- Nóirín Ní Riain with The Monks of Glenstal Abbey, 1990, CBS Records.
- Soundings, Spiritual Songs from many Traditions, 1993, Ossian Publications Ltd.
- River of Stars, Audio Book, 1996, Sounds True Inc.
- Celtic Soul (Anima Celtica), With the Paul Winter Consort and Friends, 1996, Earth Music Productions.
- Gregorian Chant Experience, Sing and Meditate with Nóirín Ní Riain, 1997, The O'Brian Press Ltd.
- Mystical Ireland, (The Virgin's Lament + Vox de Nube + Darkest Midnight), 2004, Sounds True Inc.
- Biscantorat: Sound of the Spirit from Glenstal Abbey, 2004 CD, 2005 CD/DVD, Hummingbird Records.

### Ní Riain met haar zoons
- Amen, Nóirín Ní Riain & Sons, 2007, The Daisy Label, RMG Chart Entertainment Ltd. (In de VS uitgebracht onder de naam: Celtic Joy, 2008, Gemini Sun Label, Sounds True Inc.)
- Hearth Sound, Ancient Songs from Ireland and the World, Nóirín Ní Riain with Owen and Moley Ó Súilleabháin, 2013 NNR Recordings. (iTunes)

### Gastrollen en samenwerkingen
- Óró Damhnaigh, Mícheál Ó Súilleabháin, 1977, Gael-Linn.
- James Last at St. Patrick's Cathedral, Dublin, 1984, Polydor.
- Solstice Live, Paul Winter, 1992, Earth Music Productions.
- Sieben Psalmen, Meditation in Wort und Klang, Markus & Simon Stockhausen, Pater Friedhelm Mennekes, 1994, EMI Classics.
- Lumen, Mícheál Ó Súilleabháin, interval Eurovisie Song Festival in Ierland, 1996.
- Illumination, Richard Souther, 1997, Sony.
- Agnes Browne, Anjelica Huston, 1999, Hell's Kitchen Films/October Films.
- In deiner Nähe, Close to you, Markus Stockhausen, 2001, Aktivraum.
- Sanctuary, Various Artists, July 2008, Independent.

### Producer
- In Praise of Mary, The Cistercian Nuns of St. Mary's Abbey Glencairn, 2007, The Daisy Label.